# Александр Константинопольский
Александр Константинопольский (греч. Αλέξανδρος Κωνσταντινουπόλεως; ок. 350 — ок. 430) — православный святой, почитаемый в лике преподобных, основатель и первый игумен обители акимитов. Память совершается 23 февраля (7 марта) в високосный год или 23 февраля (8 марта) в невисокосные годы и 3 (16) июля.

## Биография
Александр родился на одном из остров Эгейского моря, вырос в Константинополе, нёс там воинскую службу, а затем в одном из сирийских монастырей в окрестностях Антиохии принял монашеский постриг. Прожив 4 года в монастыре, он ушёл в пустыню и провёл в ней 7 лет. Вёл проповедь христианства среди кочевых племён, крестил одного из языческих градоначальников Равула, который позднее стал епископом Эдесским.
К пустынножителю Александру стали стекаться ученики и в пустыне около Евфрата он основал монастырь, в котором вскоре проживало около 400 монахов. В нём Александр ввёл чин непрерывного круглосуточного пения псалмов, за что монастырь получил прозвание «обители неусыпающих» (греч. ἀκοιμῆται). Для совершения данного чина все монахи были разделены на 24 молитвенные стражи и ежечасно сменялись при чтении Псалтыря.
Около 420 года Александр переселяется в Константинополь, где основывает монастырь с уставом, аналогичным евфратскому. В столице Александр и его ученики подверглись преследованиям со стороны несториан и он был вынужден перенести свою общину на азиатский берег Босфора, в Гомон. В этом монастыре Александр скончался.
Первое его житие было написано неизвестным автором вскоре после его кончины (около 450—460 годов). Впервые его память как святого указана в Прологе Константина Мокисийского (XII век).